# Közép-Ázsia–Központ-gázvezetékrendszer
A Közép-Ázsia–Központ (oroszul: газопровод "Средняя Азия – Центр") az orosz Gazprom vállalat által ellenőrzött gázvezetékrendszer, amely Türkmenisztánból Üzbegisztánon és Kazahsztánon keresztül Oroszországba tart. 
Keleti ága az 1-es, 2-es, 4-es és 5-ös vezetékből áll, amelyek Türkmenisztán délkeleti gázmezőiről indul. A nyugati ág a 3-as vezeték, amely Türkmenisztán kaszpi-tengeri régióiból tart észak felé. A két ág nyugat-Kazahsztánban találkozik. Innen észak felé futnak és csatlakoznak az orosz gázvezetékrendszerhez.

## Technikai sajátosságai
Éves szállítási kapacitása 44 milliárd m³, ezt a tervek szerint 2010-re 55 milliárd m³-re emelik és további fejlesztésekkel a kapacitás 90 milliárd m³-re növelhető.
A kitermelt türkmén és üzbég földgáz zömét a Közép-Ázsia–Központ gázvezetékrendszer szállítja, főként a keleti ág, mivel a nyugati ág mellett a kitermelés körülményei sokkal rosszabbak. Az 1-, 2-, 4- és 5-ös vezetékekbe kerül a délkelet-türkmén mezőkről, főként a dauletabadi gázmezőről kitermelt földgáz. A keleti ág a dauletabadi mezőtől indul és a Tejen várostól keletre lévő Shatlyk mezőn keresztül tart az üzbég Xivába. Innen a rendszer északnyugati irányban szállítja tovább a gázt az Amu-darja folyó mentén a kungradi kompresszorállomásig, ahonnan a gáz legnagyobb része Kazahsztánon keresztül az oroszországi Alekszandrav Gáj faluban épült mérőállomásra kerül. A rendszer itt találkozik a Szojuz és az Orenburg-Novopszkov vezetékekkel. A mérőállomástól két vezeték északnyugatra, Moszkvába tart, két másik pedig a Volgán keresztül az Észak-Kaukázus-Moszkva átviteli rendszer felé. 
A legtöbb vezeték átmérője 1020 és 1420 milliméter közt van.
A nyugati ágEkaremnél indul, a türkmén-iráni határnál és innen észak felé tart. Az Okarem és Nebit Dag közt a Kaszpi-tenger parti régiójában elszórtan elhelyezkedő mezők táplálják. A kazah Uzenen keresztül a Beyneu kompresszorállomásig fut, és itt csatlakozik a vezetékrendszer keleti ágához. Chelekentől délre a nyugati vezeték 710 milliméteres, Cheleken és Beyneu közt 1220 milliméteres.

## Története
A rendszert 1960 és 1988 között építették. Az építkezés az üzbég Dzharkak gázmező felfedezése után kezdődött és az első szakasz 1960-ra készen állt. Az 1-es és a 2-es vezetéket 1969-ben, a 4-est 1973-ban helyezték üzembe. 1976-ban Shatlyk és Khiva között két párhuzamos vezetéket fektettek le. 1985-ben üzembe állt az 5-ös vezeték és 1968 és 1988 között a Dauletabad-Khiva vonalhoz hozzáadtak egy 1420 milliméteres átmérőjű vezetéket.
A nyugati ág 1972 és 1975 között épült.
2003-ban Saparmyrat Nyýazow akkori türkmén elnök javasolta a meglévő rendszer felújítását és egy új vezeték lefektetését a nyugati ággal párhuzamosan. 2007.május 17-én Vlagyimir Putyin akkori orosz elnök, Nurszultan Nazarbajev kazah és Gurbanguly Berdimuhammedow türkmén elnök memorandumot írt alá a projektről. 2007. december 20-án a három ország véglegesítette a megállapodást a Közép-Ázsia–Központ 3-as vezetékével párhuzamos új kaszpi vezeték megépítéséről.

## A Kaszpi vezeték
Az új Kaszpi vezetéket a türkmén Belek kompresszorállomás és az orosz Alekszandrov Gáj állomás közt tervezik megépíteni, a Kaszpi-tenger keleti partja mentén. Türkmén és kazah földgázt fog szállítani, kapacitása évi 20 milliárd köbméter lesz és 2010 végére épül meg. Oroszországnak azért van szüksége a közép-ázsiai gázra, mert saját szibériai gázmezőinek kitermelése csökken és az oroszok nem kijvánják feladni az ellenőrzést az európai gázpiacon elért részesedésük felett, miközben a közép-ázsiai gázért nagy a verseny, többek közt a régióból szállítana földgázt az Európai Unió által támogatott tervezett Nabucco gázvezeték.

## Külső hivatkozások
- 40 лет газопроводу «Средняя Азия – Центр» (40 éves a Közép-Ázsia–Központ gázvezeték), Gazprom
- A információk a gázvezetékről a Gazprom honlapján (orosz nyelven)
- A Gazprom honlapja[halott link]

## Fordítás
- Ez a szócikk részben vagy egészben  a   Central Asia-Center gas pipeline system című angol Wikipédia-szócikk ezen változatának fordításán alapul.  Az eredeti cikk szerkesztőit annak laptörténete sorolja fel. Ez a jelzés csupán a megfogalmazás eredetét és a szerzői jogokat jelzi, nem szolgál a cikkben szereplő információk forrásmegjelöléseként.